# 久留米城
久留米城（日语：くるめじょう）是位於日本筑後國御井郡（現福岡縣久留米市篠山町）的一座城郭。久留米城位於久留米市區西北部筑後川和寶滿川的合流地點附近，在江戶時代是久留米藩的藩廳。明治時代初期，城郭建築被拆除。現在本丸有有馬記念館和篠山神社，二之丸及三之丸則是普利司通久留米工廠，外郭是市區。久留米城始建於室町時代後期的永正年間。